# Ceres (Regno Unito)
Ceres è un villaggio del Regno Unito afferente alla città scozzese di Cupar, nel Fife.
Ceres, oltre a essere uno dei più pittoreschi e storici villaggi della Scozia è sede del Fife Folk Museum relativo alla vita rurale, e non solo, del territorio. 
L'attività economica prevalente è indirizzata all'agricoltura, anche se molti residenti lavorano, come pendolari, presso località limitrofe come Perth, Cupar, Dundee, Saint Andrews e Glenrothes.